# شیمادا شیگه‌تارو
شیمادا شیگه‌تارو (به ژاپنی: 嶋田 繁太郎, Shimada Shigetarō); ۲۴ سپتامبر ۱۸۸۳ – ۷ ژوئن ۱۹۷۶) فرمانده نیروی دریایی امپراتوری ژاپن در طی جنگ جهانی دوم و سیاست‌مدار اهل ژاپن بود. او همچنین برندهٔ نشان‌هایی همچون نشان بادبادک طلایی و نشان خورشید فروزان شده بود.